# Bohumil Kubát
Bohumil Kubát (* 14. Februar 1935 in Česká Třebová; † 12. Mai 2016) war ein tschechoslowakischer Ringer. Er war Bronzemedaillengewinner bei den Olympischen Spielen 1960 in Rom im griechisch-römischen Stil im Schwergewicht.

## Werdegang
Kubát begann 1950 als Jugendlicher mit dem Ringen. Nach ersten größeren Erfolgen im nationalen Bereich wechselte er Mitte der 1950er Jahre zum Sportclub T.A.L. „Sokol“ Chomutov und wurde dort von Trainer Josef Petr in die Weltspitze geführt. Er rang in beiden Stilarten, hatte allerdings in der Tschechoslowakei zunächst noch Josef Růžička vor sich, ehe es ihm gelang, sich 1960 für die Olympischen Spiele in Rom zu qualifizieren. In Rom feierte er ein imposantes internationales Debüt, denn er gewann hinter den damaligen Assen Iwan Bogdan aus der Sowjetunion und Wilfried Dietrich aus der BRD gleich die Bronzemedaille. Bemerkenswert ist dabei, dass es beiden nicht gelang, ihn zu besiegen, beide Kämpfe endeten unentschieden.
Bei der Weltmeisterschaft 1961 in Yokohama rang Kubát in beiden Stilarten. Während er sich im freien Stil mit dem 7. Platz begnügen musste, verpasste er im griechisch-römischen Stil mit dem 4. Platz nur knapp eine Medaille. An der Weltmeisterschaft 1962 in Toledo/USA konnte er nicht teilnehmen, weil die Tschechoslowakei keine Mannschaft dorthin entsandte.
In den nächsten Jahren erzielte er bei den Weltmeisterschaften und ab 1966 auch bei den wieder eingeführten Europameisterschaften noch manch gute Platzierung, konnte aber keine Medaillen mehr gewinnen. Bei den Olympischen Spielen 1964 in Tokio trat er nur im freien Stil an, weil in der Tschechoslowakei zwischenzeitlich in Peter Kment ein hervorragender Schwergewichtler im griechisch-römischen Stil herangewachsen war und bei internationalen Meisterschaften in dieser Stilart eingesetzt wurde.
Seinen letzten Start bei einer internationalen Meisterschaft absolvierte Kubát bei der Europameisterschaft 1969 in Modena. Dieser verlief für ihn recht unglücklich, denn er verletzte sich schon in seinem ersten Kampf gegen den Schweizer Rudolf Feist und musste aus dem Turnier ausscheiden. Daraufhin beendete er seine internationale Ringerkarriere. 

## Internationale Erfolge
(OS = Olympische Spiele, WM = Weltmeisterschaft, EM = Europameisterschaft, GR = griechisch-römischer Stil, F = freier Stil, S = Schwergewicht, bis 1961 ab 87 kg und ab 1962 ab 97 kg Körpergewicht)
- 1960, Bronzemedaille, OS in Rom, GR, S, mit Siegen über Vihtori Ahven, Finnland und Kanji Shigeoki, Japan und Unentschieden gegen Wilfried Dietrich, BRD und Iwan Bogdan, Sowjetunion;
- 1961, 7. Platz, WM in Yokohama, F, S, mit einem Unentschieden gegen Dale Lewis, USA und einer Niederlage gegen Hamit Kaplan, Türkei;
- 1961, 4. Platz, WM in Yokohama, GR, S, mit einem Sieg über William Pat Lovell, USA, einem Unentschieden gegen Ragnar Svensson, Schweden und einer Niederlage gegen Iwan Bogdan;
- 1962, 2. Platz, „Iwan-Poddubny“-Turnier in Moskau, GR, S, hinter Anatoli Roschtschin, UdSSR und vor Milic Stojkow, Bulgarien;
- 1962, 3. Platz, „Werner-Seelenbinde“-Turnier in Leipzig, GR, S, hinter Nikolai Schmakow, UdSSR und Miodrag Citakovic, Jugoslawien und vor Milic Stojkow;
- 1963, 5. Platz, WM in Sofia, F, S, mit Siegen über Merrill Solowin, USA und Ion Herman, Rumänien, einem Unentschieden gegen János Reznák, Ungarn und einer Niederlage gegen Alexander Iwanizki, UdSSR;
- 1963, 8. Platz, WM in Helsingborg, GR, S, mit einem Sieg über Werner Tschimmel, DDR und Niederlagen gegen István Kozma, Ungarn und Anatoli Roschtschin;
- 1964, 3. Platz, Turnier in Tiflis, F, S, hinter Alexander Iwanizki und Tschitaschwili, beide UdSSR;
- 1964, 4. Platz, OS in Tokio, F, S, mit Siegen über Gaupat Andalkar, Indien und Dennis McNamarra, Großbritannien, Unentschieden gegen Ștefan Stîngu, Rumänien und Hamit Kaplan und einer Niederlage gegen Ljutwi Dschiber Achmedow, Bulgarien;
- 1965, 3. Platz, "Dan-Kolew"-Turnier in Chaskowo, GR, S, hinter Kotschiew, UdSSR u. István Kozma, Ungarn
- 1965, 5. Platz, WM in Manchester, F, S, mit Siegen über Berndt Andersson, Schweden und Bishwanath Singh, Indien uö. Niederlagen gegen Giyasettin Yilmaz, Türkei und Alexander Iwanizki;
- 1966, 3. Platz, Intern. Tschechische Meisterschaft in Ostrava, GR, S, hinter Popow, UdSSR und Osman Duraliew, Bulgarien;
- 1966, 4. Platz, EM in Karlsruhe, F, S, mit Siegen über Karl Bachmann, Schweiz und Wieslaw Bochenski, Polen, einem Unentschieden gegen Arne Robertsson, Schweden und Niederlagen gegen Giyasettin Yilmaz und Alexander Medwed, UdSSR;
- 1967, 5. Platz, EM in Istanbul, F, S, mit einem Sieg über Arne Robertsson und Niederlagen gegen Wladimir Saunin, UdSSR und Wilfried Dietrich;
- 1968, 9. Platz, EM in Skopje, F, S, mit Unentschieden gegen Ștefan Stîngu, Peter Germer, DDR und Arne Robertsson;
- 1969, unpl. EM in Modena, GR, S, Aufgabe nach Verletzung in der 1. Runde im Kampf gegen Rudolf Feist, Schweiz

## Tschechoslowakische Meisterschaften
Bohumil Kubát wurde neunmal tschechoslowakischer Meister im Schwergewicht im griechisch-römischen Stil und sechsmal im freien Stil.